# Indische Cricket-Nationalmannschaft in England in der Saison 1959
Die Tour der indischen Cricket-Nationalmannschaft nach England in der Saison 1959 fand vom 4. Juni bis zum 24. August 1959. Die internationale Cricket-Tour war Bestandteil der Internationalen Cricket-Saison 1959 und umfasste fünf Tests. England gewann die Serie 5–0.

## Vorgeschichte
Für beide Mannschaften war es die erste Tour der Saison.
Das letzte Aufeinandertreffen der beiden Mannschaften bei einer Tour fand in der Saison 1952 in England statt.

## Stadien
Die folgenden Stadien wurden für die Tour als Austragungsort vorgesehen.
| Stadion                     | Stadt      | Kapazität | Spiele  |
| --------------------------- | ---------- | --------- | ------- |
| Headingley Stadium          | Leeds      | 17.000    | 3. Test |
| The Oval                    | London     | 23.500    | 5. Test |
| Lord’s Cricket Ground       | London     | 30.000    | 2. Test |
| Old Trafford Cricket Ground | Manchester | 19.000    | 4. Test |
| Trent Bridge                | Nottingham | 15.350    | 1. Test |

## Kaderlisten
Die Mannschaften benannten die folgenden Kader.
| Test | Test |
| England | Indien |
| --- | --- |
| - Peter May (K) - Colin Cowdrey (VK) - Ken Barrington - Brian Close - Ted Dexter - Godfrey Evans (wk) - Tommy Greenhough - Martin Horton - Ray Illingworth - Arthur Milton - John Mortimore - Alan Moss - Gilbert Parkhouse - Geoff Pullar - Harold Rhodes - Raman Subba Row - Mike Smith - Brian Statham - Roy Swetman (wk) - Ken Taylor - Fred Trueman | - Datta Gaekwad (K) - Pankaj Roy (VK) - Arvind Apte - Abbas Ali Baig - Chandu Borde - Nari Contractor - Ramakant Desai - Jayasinghrao Ghorpade - Subhash Gupte - Motganhalli Jaisimha - Nana Joshi (wk) - Vijay Manjrekar - Bapu Nadkarni - AG Kripal Singh - Naren Tamhane (wk) - Polly Umrigar - Surendranath |

## Tests

### Erster Test in Nottingham
| 4. – 8. Juni Scorecard | Nottingham | England 422 (143.2)                           | – | Indien 206 (102.5) & 157 (97.3) (f/o) |
|                        |            | England gewinnt mit einem Innings und 59 Runs |   |                                       |

England gewann den Münzwurf und entschied sich als Schlagmannschaft zu beginnen.

### Zweiter Test in London
| 18. – 20. Juni Scorecard | London (Lord’s) | Indien 168 (77.4) & 165 (79.1) | – | England 226 (84.4) & 108-2 (27.2) |
|                          |                 | England gewinnt mit 8 Wickets  |   |                                   |

Indien gewann den Münzwurf und entschied sich als Schlagmannschaft zu beginnen.

### Dritter Test in Leeds
| 2. – 4. Juli Scorecard | Leeds | Indien 161 (68.5) & 149-8d (55.4)              | – | England 483 (174.3) |
|                        |       | England gewinnt mit einem Innings und 173 Runs |   |                     |

Indien gewann den Münzwurf und entschied sich als Schlagmannschaft zu beginnen.

### Vierter Test in Manchester
| 23. – 28. Juli Scorecard | Manchester | England 490 (174.1) & 265-8d (90) | – | Indien 208 (79) & 376 (145.1) |
|                          |            | England gewinnt mit 171 Runs      |   |                               |

England gewann den Münzwurf und entschied sich als Schlagmannschaft zu beginnen.

### Fünfter Test in London
| 20. – 24. August Scorecard | London (Oval) | Indien 140 (85.3) & 194 (95)                  | – | England 361 (147.3) |
|                            |               | England gewinnt mit einem Innings und 27 Runs |   |                     |

Indien gewann den Münzwurf und entschied sich als Schlagmannschaft zu beginnen.